# Sønder Årslev (parochie)
Sønder Årslev is een parochie van de Deense Volkskerk in de Deense gemeente Aarhus. De parochie maakt deel uit van het bisdom Århus en telt 796 kerkleden op een bevolking van 920 (2004). 
Tot 1970 was de parochie deel van Hasle Herred. In dat jaar werd de parochie opgenomen in de nieuwe gemeente Aarhus.

## Parochiekerk
De parochiekerk dateert uit de 13e eeuw. Oorspronkelijk was de kerk eigendom van het domkapittel van de Dom van Aarhus. Na de reformatie kreeg de koning de eigendom. Deze gaf de eigendom in 1686 aan een verdienstelijke dienaar. De kerk bleef tot 1912 privé-bezit. In dat jaar werd de parochie eigenaar.
De oudste delen van de kerk zijn het schip en het koor. In de late middeleeuwen is het gebouw naar het westen verlengd en is het wapenhuis toegevoegd. De huidige toren kwam gereed in 1882 en verving een ouder exemplaar.

## Externe links

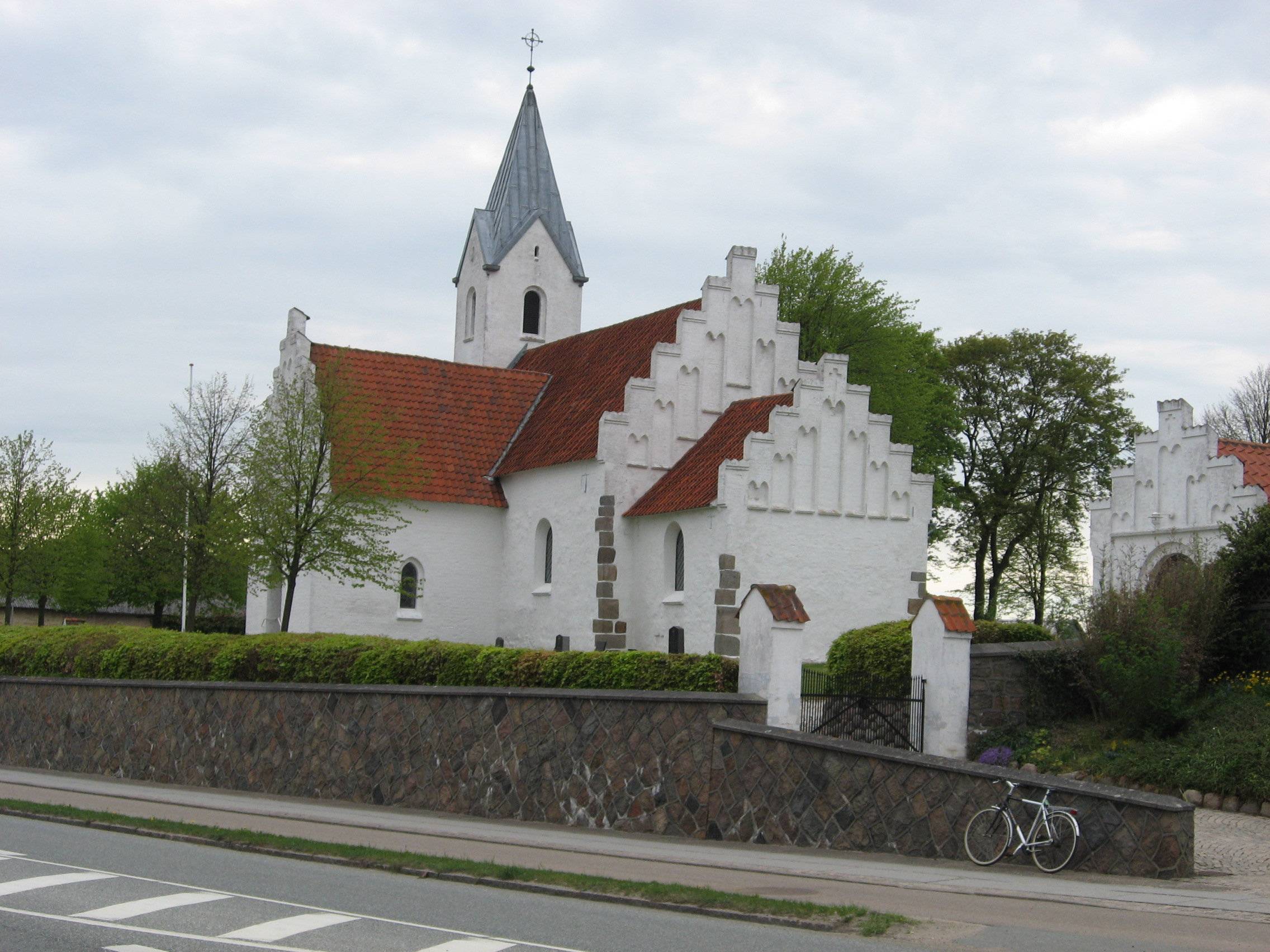
Sønder Aarslev Kirke (12e eeuw)